# 谢姆西帕夏清真寺

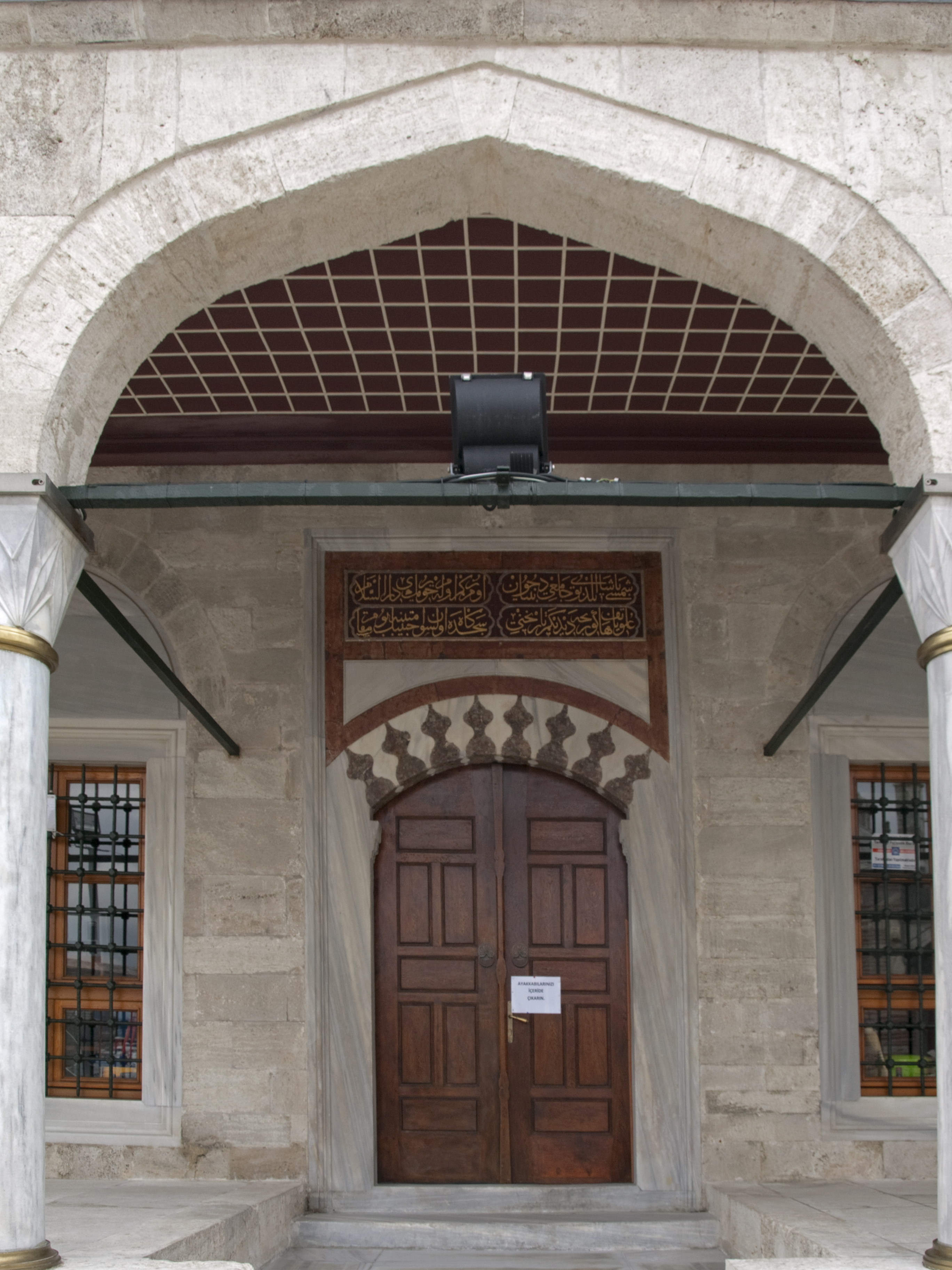

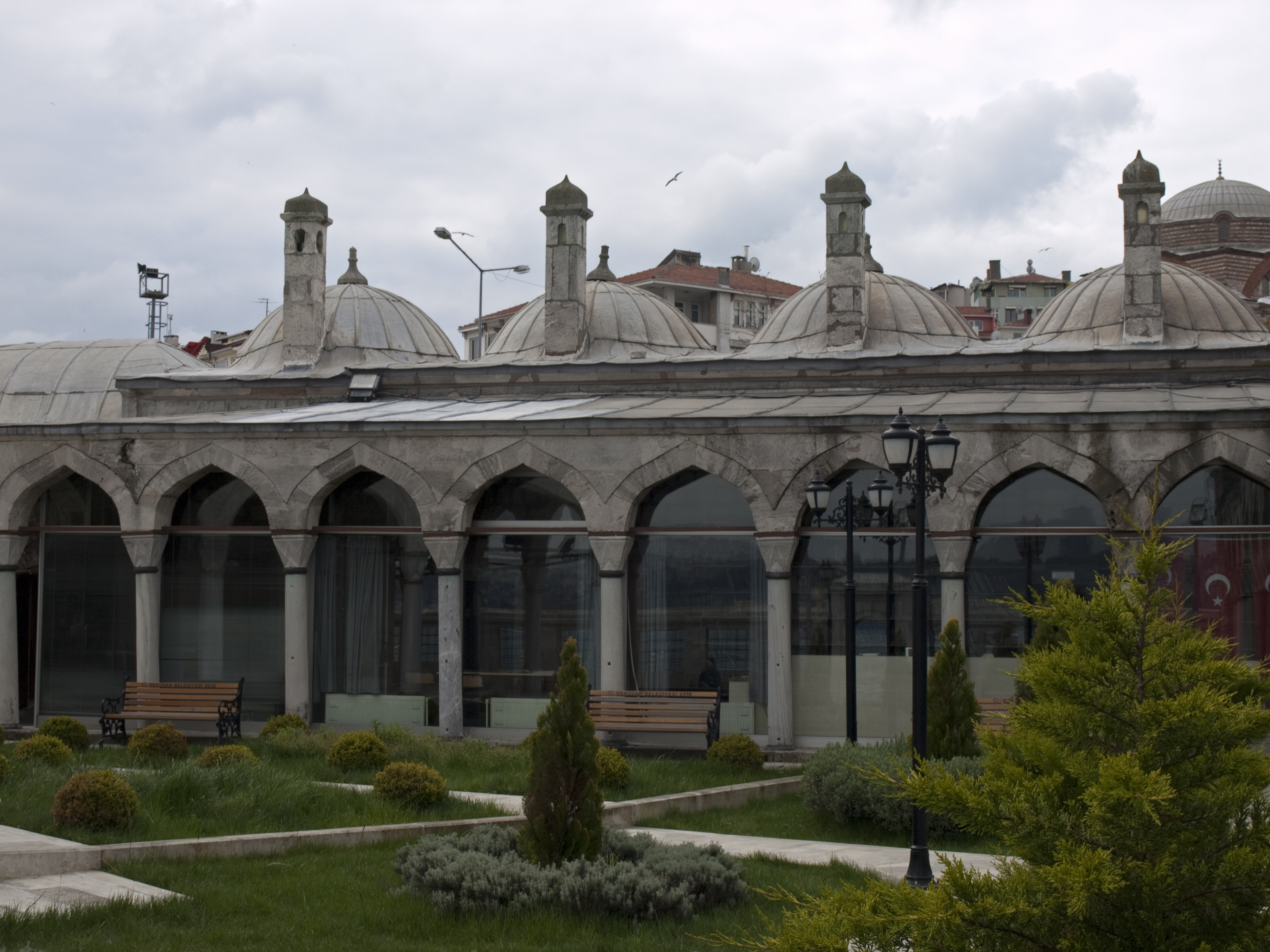

谢姆西帕夏清真寺（土耳其語：Şemsi Paşa Camii）是土耳其伊斯坦布尔的一座奥斯曼清真寺，位于人口密集的于斯屈达尔区。
谢姆西帕夏清真寺由奥斯曼帝国建筑师米马尔·希南为大维齐尔謝姆西帕夏设计，这是君士坦丁堡由大维齐尔兴建的最小的清真寺之一，但是其叫拜楼与风景如画的海滨位置相结合，使之成为伊斯坦布尔最引人瞩目的清真寺之一。